# Terry Phelan
Terry Phelan, właśc. Terrence Phelan (ur. 16 marca 1967 w Manchesterze) – irlandzki piłkarz grający na pozycji lewego obrońcy.

## Kariera klubowa
Karierę piłkarską Phelan rozpoczął w Leeds United. W sezonie 1985/1986 zadebiutował w jego barwach w Division Two. W zespole prowadzonym przez Billy’ego Bremnera rozegrał 14 meczów, a następnie odszedł za darmo w letnim oknie transferowym do Swansea City. Przez rok był podstawowym zawodnikiem drużyny i w 1987 roku został sprzedany za 100 tysięcy funtów do grającego w najwyższej klasie rozgrykowej Anglii (Division One), Wimbledonu. W zespole tym zadebiutował 15 sierpnia w przegranym 0:1 domowym spotkaniu z Watfordem. W 1988 roku dotarł z Wimbledonem aż do finału Pucharu Anglii, a w nim zespół z Londynu niespodziewanie pokonał 1:0 Liverpool F.C. W zespole „The Dons” Phelan spędził łącznie pięć sezonów i w tym okresie rozegrał 159 spotkań ligowych.
25 sierpnia 1992 Phelan został zawodnikiem Manchesteru City, do którego trafił za 2,5 miliona funtów i wyrównał tym samym rekord transferu obrońcy w angielskiej ligi. W nowym zespole zadebiutował 26 sierpnia w wygranym 3:1 domowym meczu z Norwich City. W Manchesterze występował przez trzy lata za kadencji menedżerów Petera Reida i Briana Hortona. W tym okresie był podstawowym zawodnikiem swojego zespołu, w koszulce którego wystąpił 104 razy i zdobył dwa gole.
15 listopada 1995 Terry odszedł do stołecznej Chelsea i kosztował 900 tysięcy funtów. W drużynie prowadzonej przez Glenna Hoddle’a po raz pierwszy wystąpił 9 grudnia w meczu z Newcastle United. Nie potrafił jednak przebić się do podstawowego składu „The Blues” i przez ponad rok rozegrał zaledwie 15 spotkań w Premier League.
1 stycznia 1997 Phelan ponownie zmienił barwy klubowe i stał się piłkarzem Evertonu (suma transferu wyniosła 850 tysięcy funtów). Swój pierwszy mecz w „The Toffies” rozegrał w tym samym dniu przeciwko Blackburn Rovers (2:0). W czasie pobytu w Evertonie doznał kontuzji, która wyeliminowała go z gry na 18 miesięcy. Gdy Irlandczyk wrócił po kontuzji nie wywalczył miejsca w składzie i w 1999 roku został wypożyczony do Crystal Palace, a w 2000 roku odszedł do Fulham. W 2001 roku wywalczył z nim awans do Premiership, ale po promocji klubu rozwiązano kontrakt z zawodnikiem. Phelan odszedł wówczas do Sheffield United, a następnie wyjechał do Stanów Zjednoczonych i do 2005 roku występował w Charleston Battery w USL First Division. Następnie został grającym menedżerem nowozelandzkiego Otago United.

## Kariera reprezentacyjna
W reprezentacji Irlandii Phelan zadebiutował 11 września 1991 roku w wygranym 2:1 towarzyskim spotkaniu z Węgrami. W 1994 roku został powołany przez selekcjonera Jacka Charltona na Mistrzostwa Świata w USA. Tam zagrał w trzech spotkaniach: grupowych z Włochami (1:0) i Meksykiem (1:2), a także w 1/8 finału z Holandią (0:2). W kadrze narodowej grał do 2000 roku, a łącznie rozegrał w niej 42 mecze i zdobył jednego gola.